# Chad Posthumus
Chad Posthumus (Winnipeg, 12 febbraio 1991 – Winnipeg, 20 novembre 2024) è stato un cestista canadese.

## Biografia
Con il Canada disputò i Campionati americani del 2022.
All'età di sette anni gli venne diagnosticato il diabete mellito di tipo 1.
Morì a Winnipeg il 20 novembre 2024, all'età di 33 anni, a causa di un aneurisma.